# 7434 Osaka
För andra betydelser, se Osaka (olika betydelser).
7434 Osaka eller 1994 AB3 är en asteroid i huvudbältet som upptäcktes den 14 januari 1994 av den japanska astronomen Takao Kobayashi vid Ōizumi-observatoriet. Den är uppkallad efter den japanska staden Osaka.
Asteroiden har en diameter på ungefär 5 kilometer.